# 9134 Encke
9134 Encke (4822 P-L) tiểu hành tinh vành đai chính được phát hiện ngày 24 tháng 9 năm 1960 bởi Cornelis Johannes van Houten và Ingrid van Houten-Groeneveld ở Leiden University, ngày chụp ảnh từ Đài thiên văn Palomar.
Nó được đặt theo tên nhà thiên văn học Johann Franz Encke. Nó chia sẻ tên với Sao chổi Encke.